# Sant Pere de Rodes

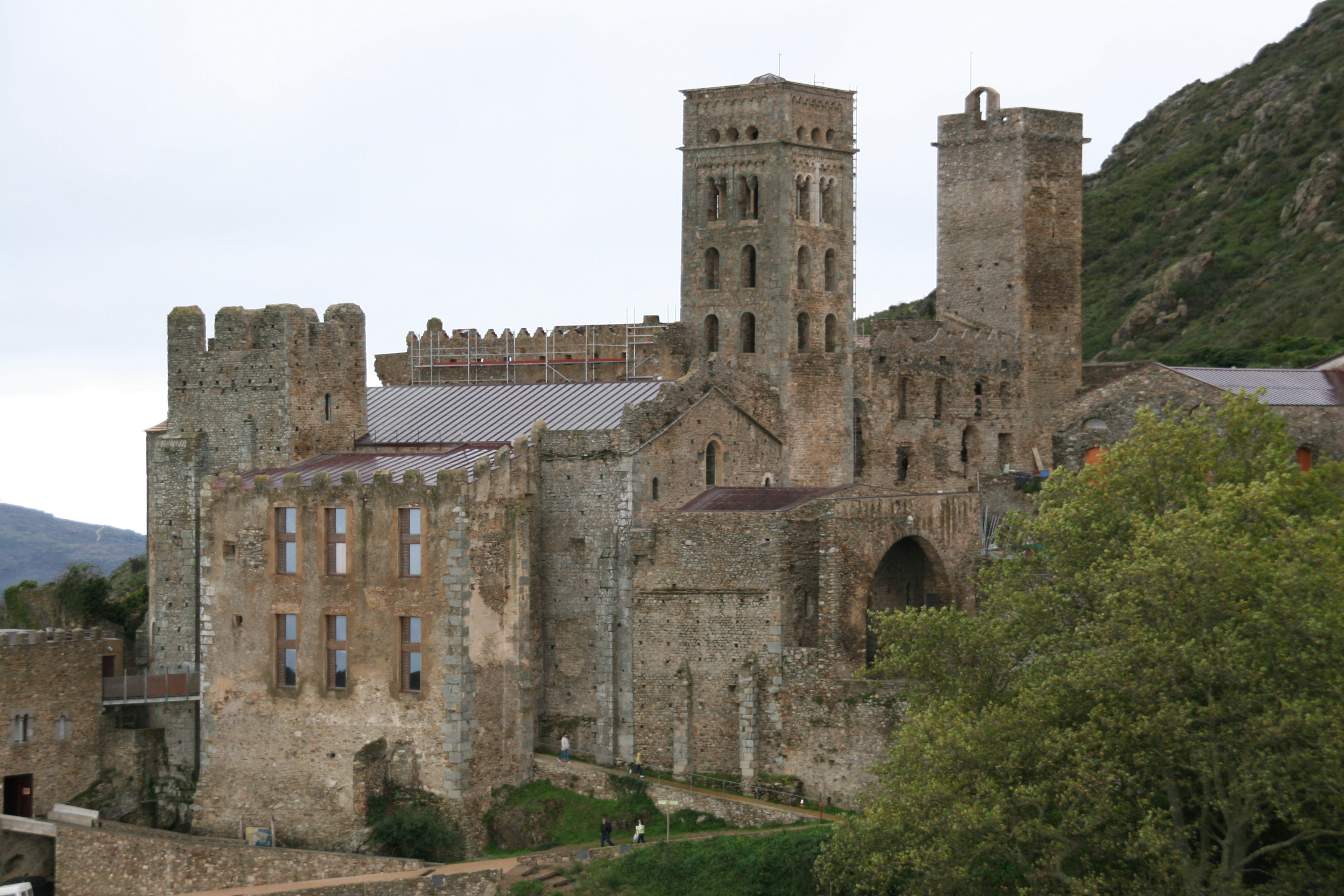
Klooster Sant Pere de Rodes

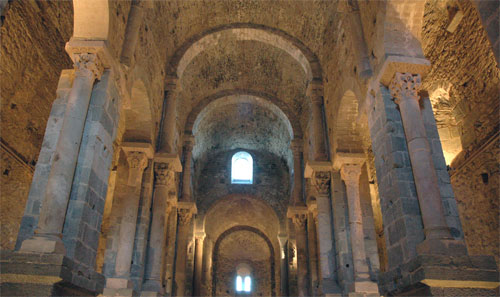
Interieur van de kloosterkerk

Sant Pere de Rodes is een voormalig klooster van de benedictijnen in het oude graafschap Empúries, binnen het bisdom Girona, in het natuurpark Cap de Creus, in de gemeente El Port de la Selva (provincie Girona) in Catalonië. Het gebouwencomplex (nu deels een ruïne) ligt op ongeveer 520 meter boven zeeniveau.
Het is niet duidelijk wanneer het klooster is ontstaan. Volgens een legende zouden monniken, op de vlucht uit Rome, in de streek aan land zijn gegaan. Ze zouden relikwieën van Petrus en andere heiligen in veiligheid hebben willen brengen. Toen de situatie weer veilig was, zou paus Bonifatius IV (paus van 608-615) de opdracht hebben gegeven een klooster te bouwen.
De oudste documenten waarin melding wordt gemaakt van het klooster dateren van 878. In 945 is er sprake van een zelfstandig benedictijner klooster geleid door een abt. In de 11e en 12e eeuw kende het klooster een grote bloei.
In de 17e eeuw raakte het klooster in verval. Het werd verschillende keren geplunderd en in 1793 door de benedictijner monniken verlaten. Bij de plundering in 1700 onder aanvoering van Graaf Anne Jules de Noailles (1650-1708), werd de beroemde bijbel van Rodes (11e eeuw) buitgemaakt. Momenteel bevindt deze gestolen bijbel zich in de collectie van de Bibliothèque Nationale in Parijs. In 1930 kreeg het klooster de status van nationaal monument en in 1935 begonnen de eerste restauratiewerkzaamheden die door de Spaanse Burgeroorlog onderbroken werden. Het duurde nog tot 1960 voor de werken opnieuw begonnen.

## Architectuur
Het gebouwencomplex, gelegen op verschillende terrassen, bestaat eigenlijk uit twee delen. De oorspronkelijke kern bestaat uit de kerk en het klooster (gebouwd in de 10e tot 12e eeuw). Het tweede deel ligt als een ring om het centrale deel, sommige gebouwen liggen er aan vast andere zijn ervan gescheiden door binnenhoven op verschillende niveaus (gebouwd in de 16e tot 18e eeuw).
Het centrale deel is in fasen gebouwd. Er zijn nog enkele resten te zien van de periode vóór de stichting van de abdij in 945. In de 10de eeuw heerst er een grote bouwactiviteit. De monumentale kloosterkerk werd in 1022 in gebruik genomen. De in romaanse stijl gebouwde driebeukige kerk heeft een uitspringend dwarsschip. De zijbeuken zijn voorzien van een half tongewelf, het middenschip heeft een door gordelbogen verdeeld tongewelf. Aan de uiteinden van de transeptarmen stonden (korte) torens. Alleen de toren aan de noordzijde is behouden gebleven. Achter het dwarsschip bevindt zich de kooromgang met kapellen. Onder de apsis bevindt zich een crypte.
De schakeling van bouwdelen van verschillende hoogtes op de lengteas is een typisch kenmerk van de Mozarabische architectuur. Ook de zuilen laten zien dat de bouwmeesters op de hoogte waren van de stijlkenmerken van de Arabische bouwkunst in Andalusië.
In de 12e eeuw werd de kerk voorzien van een monumentaal front met decoraties in marmer vervaardigd door de Meester van Cabestany. Veel van het oorspronkelijke beeldhouwwerk is verloren gegaan. Enkele stukken bevinden zich in het Museum Marés in Barcelona.
Twee markante torens flankeren de vroegere conversatiezaal (12e – 13e eeuw) van het klooster. De klokkentoren (12e eeuw) heeft uitgesproken Lombardische stijlkenmerken. De tweede toren had een verdedigingsfunctie. Hij werd gebouwd in de 12e of 13e eeuw, dezelfde periode waarin het complex werd uitgebreid met een nieuw en groter kloostergebouw boven op de restanten van het oorspronkelijke klooster.